# Skíðaríma
Skíðaríma – islandzki humorystyczny poemat epicki (rímur) z przełomu XIV i XV wieku, prawdopodobnie autorstwa Sidgurda Fostre.

## Przegląd treści
Jego bohaterem jest śmiały i przedsiębiorczy człowiek, Skíði, prawdopodobnie autentyczna postać z XII w. Poemat opisuje jego sen, który przyśnił mu się w 1195 roku. Skíðiemu śniło się, że Odyn przysłał Thora by ustanowić go rozjemcą między Hedin i Högni w ich nieustającej walce o Hildra, która grozi zniszczeniem Walhalli. Skíði zaprowadza pokój, prosząc Hildr o rękę i zyskując jej aprobatę.
Jednakże, ponieważ Skíði nie przestaje wymawiać słowa Bóg stojąc przed Æsirem, a w końcu żegna się znakiem krzyża, Heimdall wrzuca go w paszczę Gjallarhorn. Niektóre einhherjer stają po jego stronie, podczas gdy inne są mu przeciwne. Wynikła z tego ogromna bitwa, dopóki w końcu Sigurd, zabójca smoków, nie wyrzucił ich wszystkich za drzwi. Skíði zbudził się wówczas przerażony na swej farmie na Islandii.
Przedstawienia płaszczących się, chciwych lub zuchwałych nędzarzy postrzegane są jako bardzo zabawne, a poemat jest pełen czarnego, drastycznego humoru.